# Xanthichthys ringens
Xanthichthys ringens är en fiskart som först beskrevs av Carl von Linné 1758.  Xanthichthys ringens ingår i släktet Xanthichthys och familjen tryckarfiskar. Inga underarter finns listade i Catalogue of Life.

## Bildgalleri

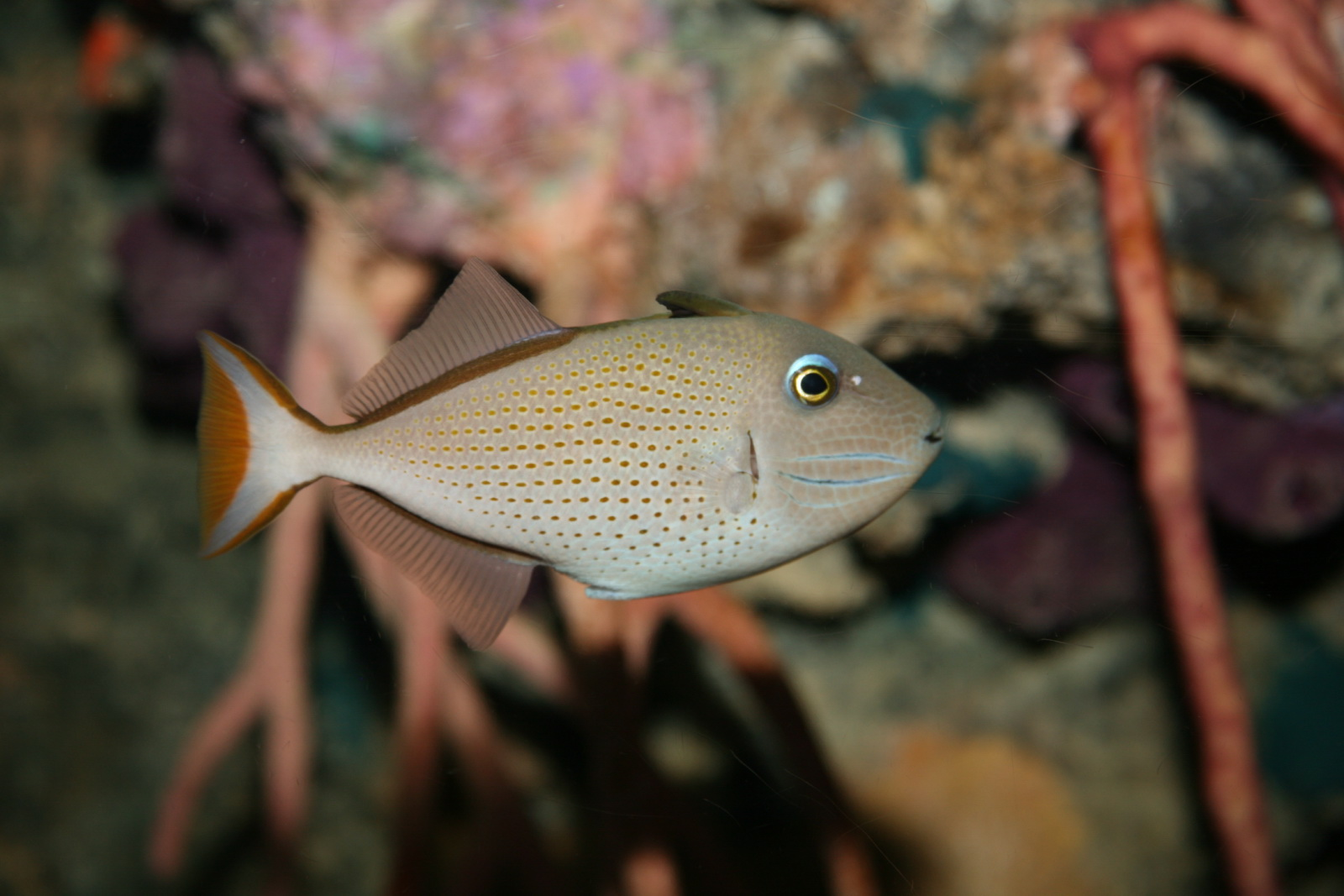
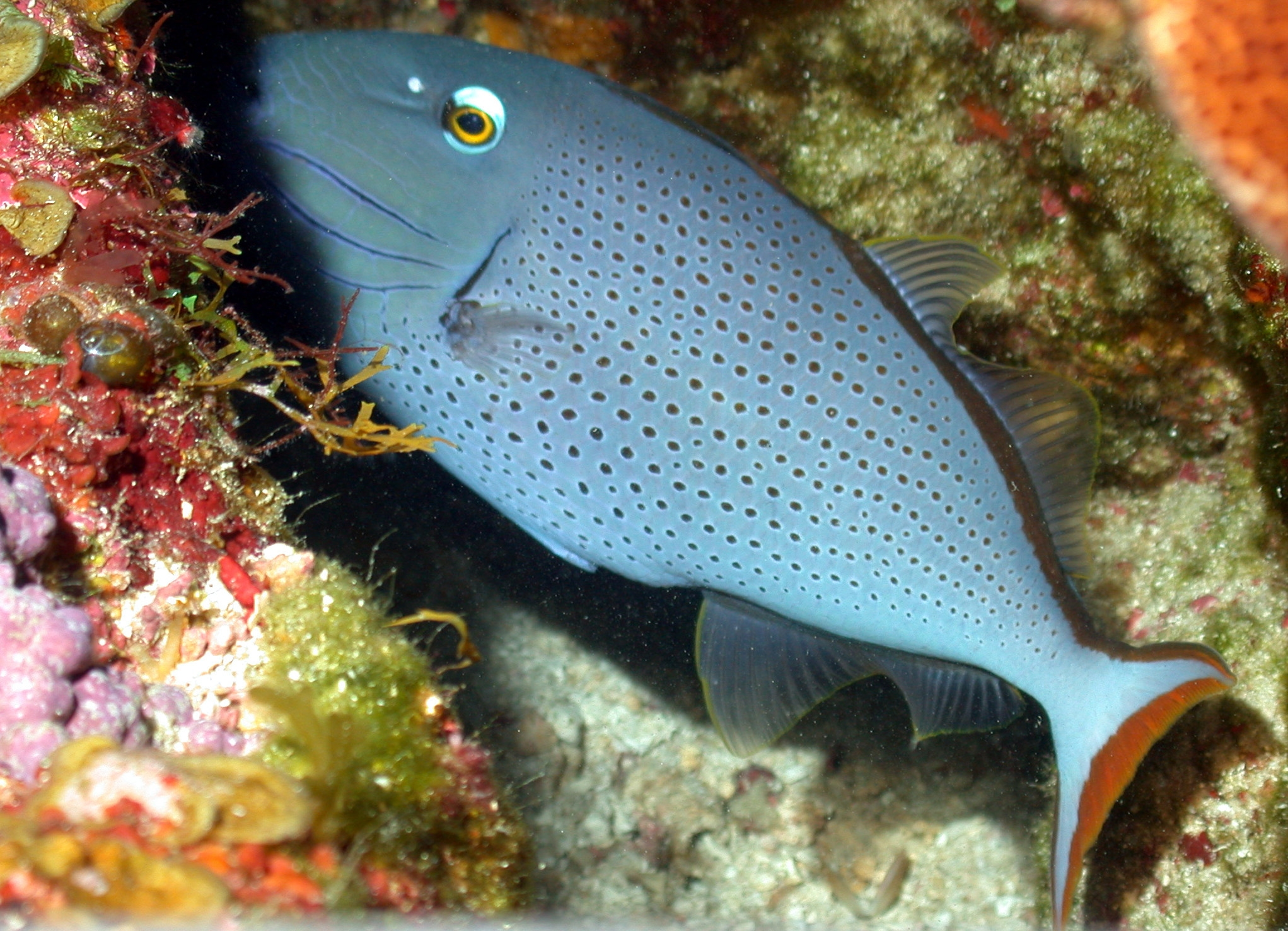